# 电话

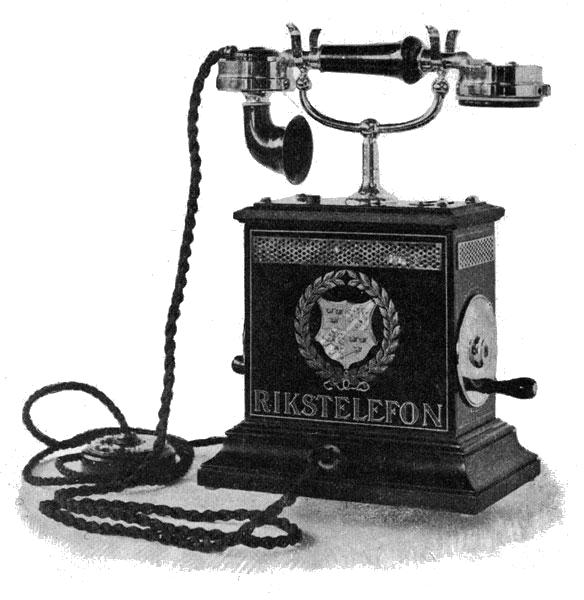
來自瑞典的1896年電話

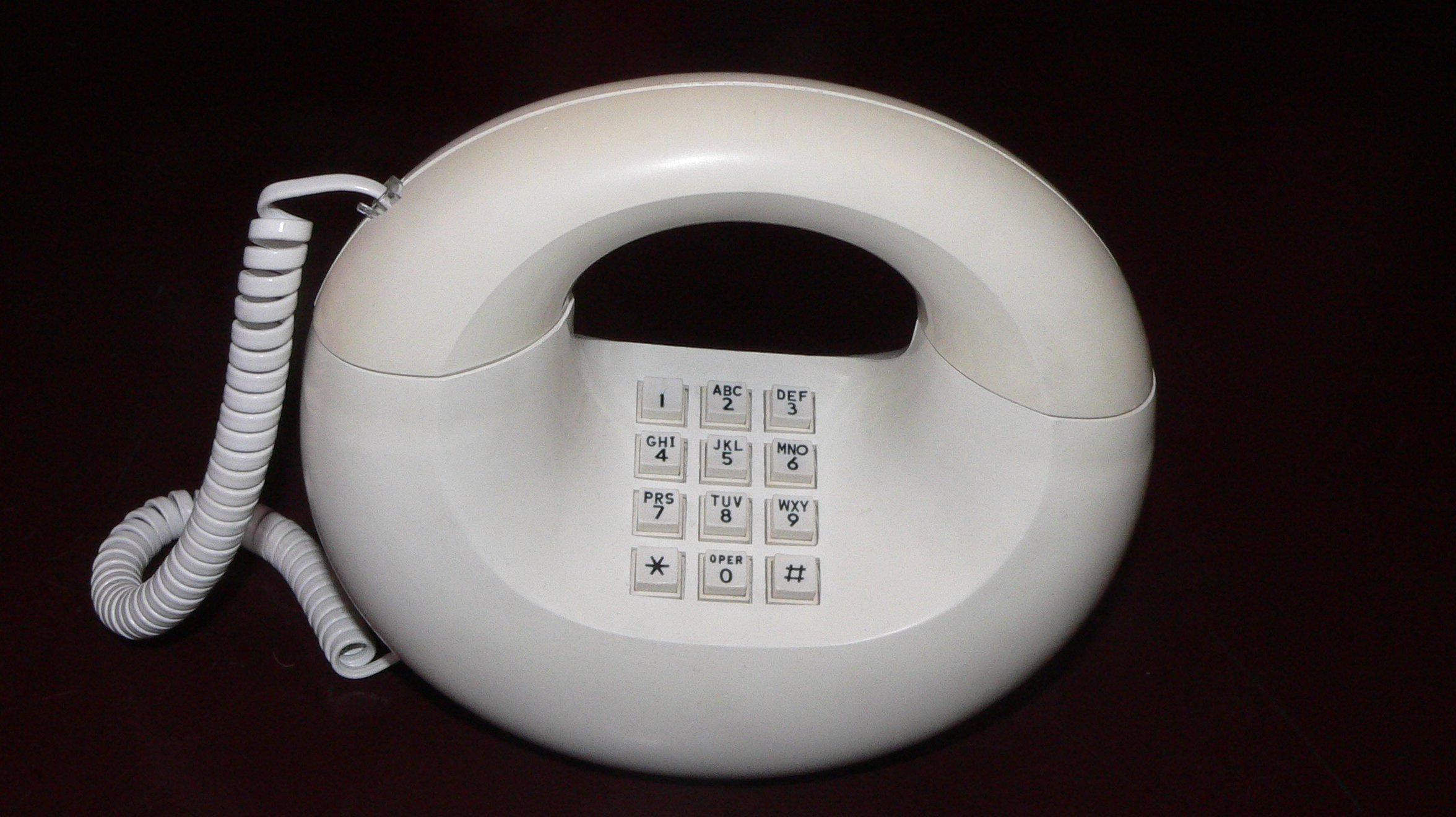
使用按鈕的現代電話

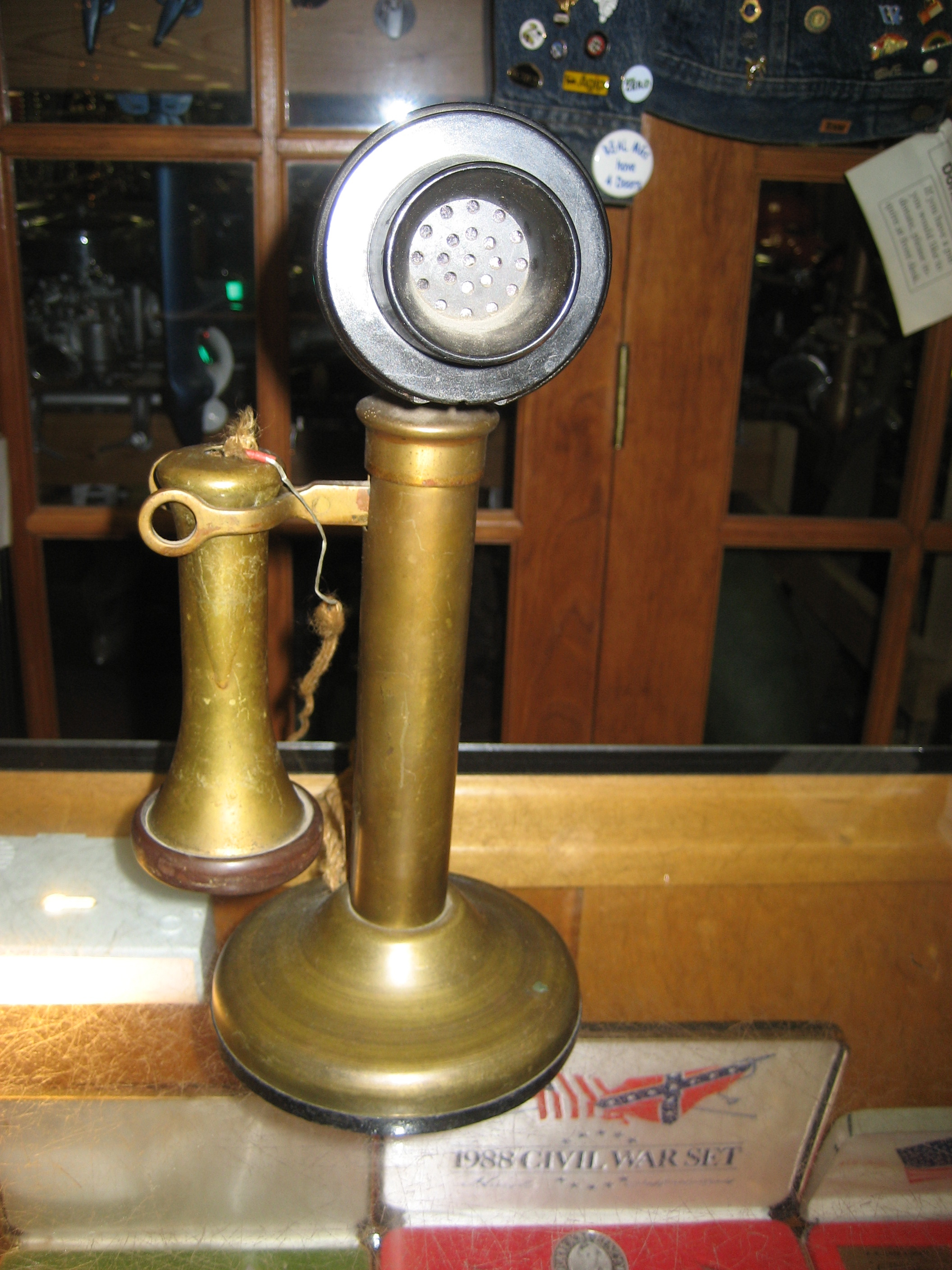
一款燭台電話

电话是一種可以傳送與接收聲音的遠程通信裝置。早在十八世紀欧洲已有「電話」一詞，用來指用線串成的話筒（以線串起杯子）。電話的專利擁有權屬於亚历山大·格拉汉姆·贝尔，貝爾於1876年3月申請電話的專利權，但具体谁是发明人还存在争议。
電話的基本元件包括將聲音轉換為信號的麥克風（發射器）及可以將信號還原為聲音的耳機（接收器）。此外，大部份的電話都有鈴或蜂鳴器，可以發出聲音，提醒有人打電話來，也有撥號盤，若要打電話給其他人時可以輸入電話號碼。在1970年代以前的電話是用旋轉式的撥號轉盤撥號，但AT&T在1963年發表雙音多頻的按鈕式撥號盤，後來撥號轉盤也都被按鈕所取代。。電話的麥克風和耳機大部份會整合成電話聽筒，在打電話時有手拿著，麥克風和耳機分別放在口及耳朵的旁邊。發射器可以將音波轉換為信號，藉由電話線路傳送到受話端，受話端將信號轉換為耳機（或是喇叭）中的聲音。
历史上对电话的改进和发明包括：碳粉话筒、人工交换板、拨号盘、自动电话交换机、程控電話交換機、双音多频拨号、语音数字采样等。近年来的新技术包括，ISDN、DSL、網絡電話、類比式行動電話系統和數位行動電話等。
这一行业通常分为电话设备制造商和电话网络运营商。在历史上，网络运营商通常都拥有全国性的垄断。近年来，随着全球电信市场的开放和整合以及技术的发展，逐渐出现多家运营商在同一市场竞争的局面。例如，贝尔系统，即AT&T的下属公司曾拥有美国电话市场的80%。1984年，由于美国司法部反垄断诉讼，贝尔系统被迫分割成多个独立的地方贝尔公司。
電話最早只是設計作為簡單的語音通訊使用，但許多現代的電話（特別是行動電話）增加許多額外的功能。例如答錄機、傳送接收文字訊息、拍攝及顯示照片或影片、播放音樂及上網，現在移動電話的趨勢是整合移動電話通訊及大部份相關的運算功能，稱為智能手机。

## 发展历史
亞歷山大·格拉漢姆·貝爾一般被认为是電話的發明者。2002年6月11日美國國會的269議案承认了安東尼奧·穆齊的贡献。一些人认为这是承认穆齊才是电话发明人，但这种说法存在争议，因为议案并没有明说“安東尼奧·穆齊就是发明人”。此外約翰·菲利普·雷斯等也有可能是电话发明人。

## 基本原理

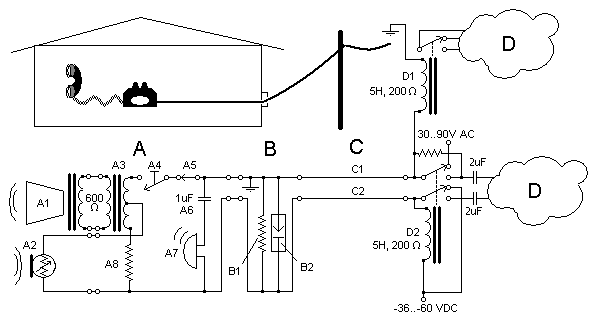
固網電話的示意圖

傳統的固網電信電話系統，也稱為「普通老式電話服務」（POTS）會將控制線及音頻線放在同様的絕緣雙絞線（圖中的C，下同）上，也就是電話線。信號設備（參考左圖）包括鐘、蜂鳴器、燈光或其他設備（A7）提醒使用者有來電，數字按鈕或是電話撥號轉盤（A4）可以輸入要打的電話號碼。固網電話服務中最大的開銷就是在電話線路，因此電話會將雙方的通話都由同一對絞線來傳送。絞線減少電磁干擾及串扰的效果比單一線或是一對沒有絞的線要好。麥克風接收到的聲音會轉換為電波送出，此信號會比對方說話傳送過來的信號要強，但在侧音中一方講話的訊號不會蓋過對方說話傳來的訊號，因為混合線圈（A3）會將送到聽筒的聲音減掉麥克風的聲音。接線盒（B）抑制雷擊及進行阻抗匹配根據電話線的長度，使信息最大。電話也會針對室內線路長度作對應的調整（A8）。電話線上的電壓相對地是負的，以減少伽凡尼腐蝕。負電壓會吸引正的金屬離子到電線上。

## 運作細節

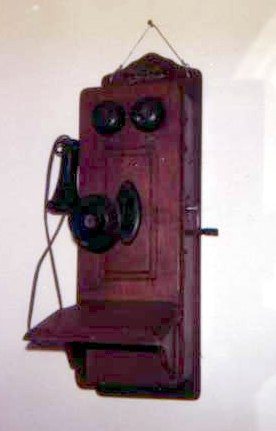
1900年代早期的電話

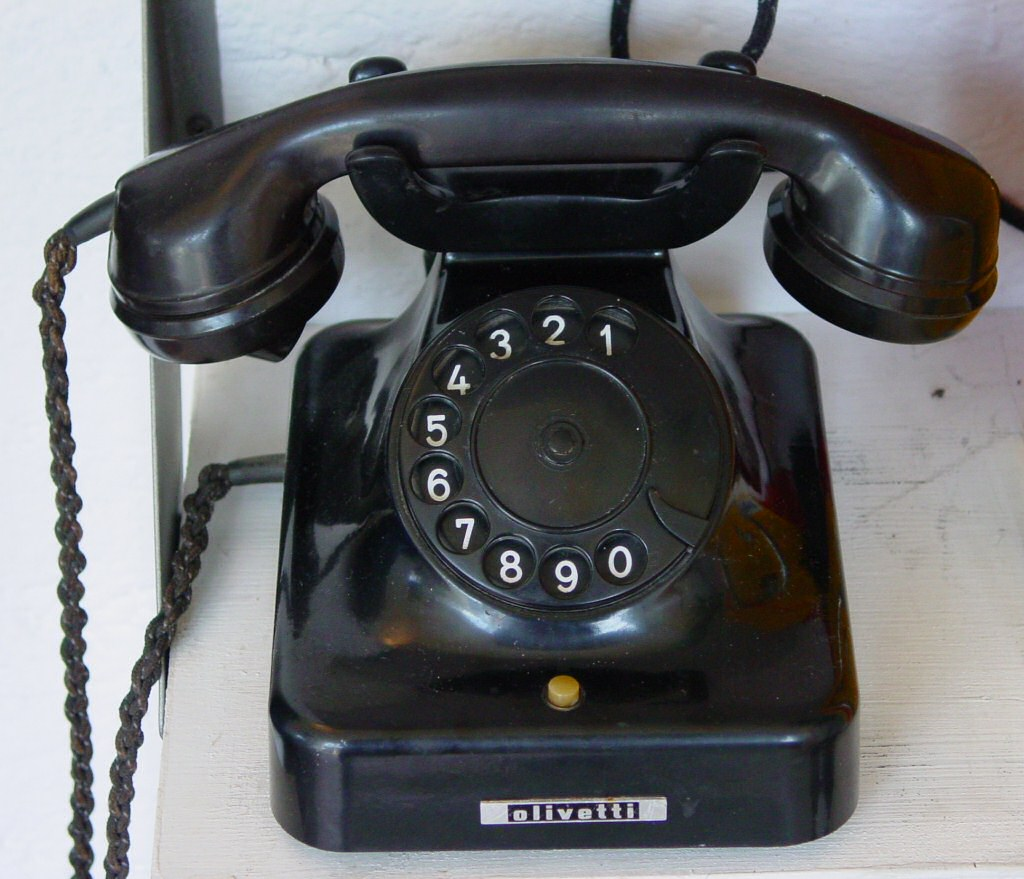
1940年代的撥號電話

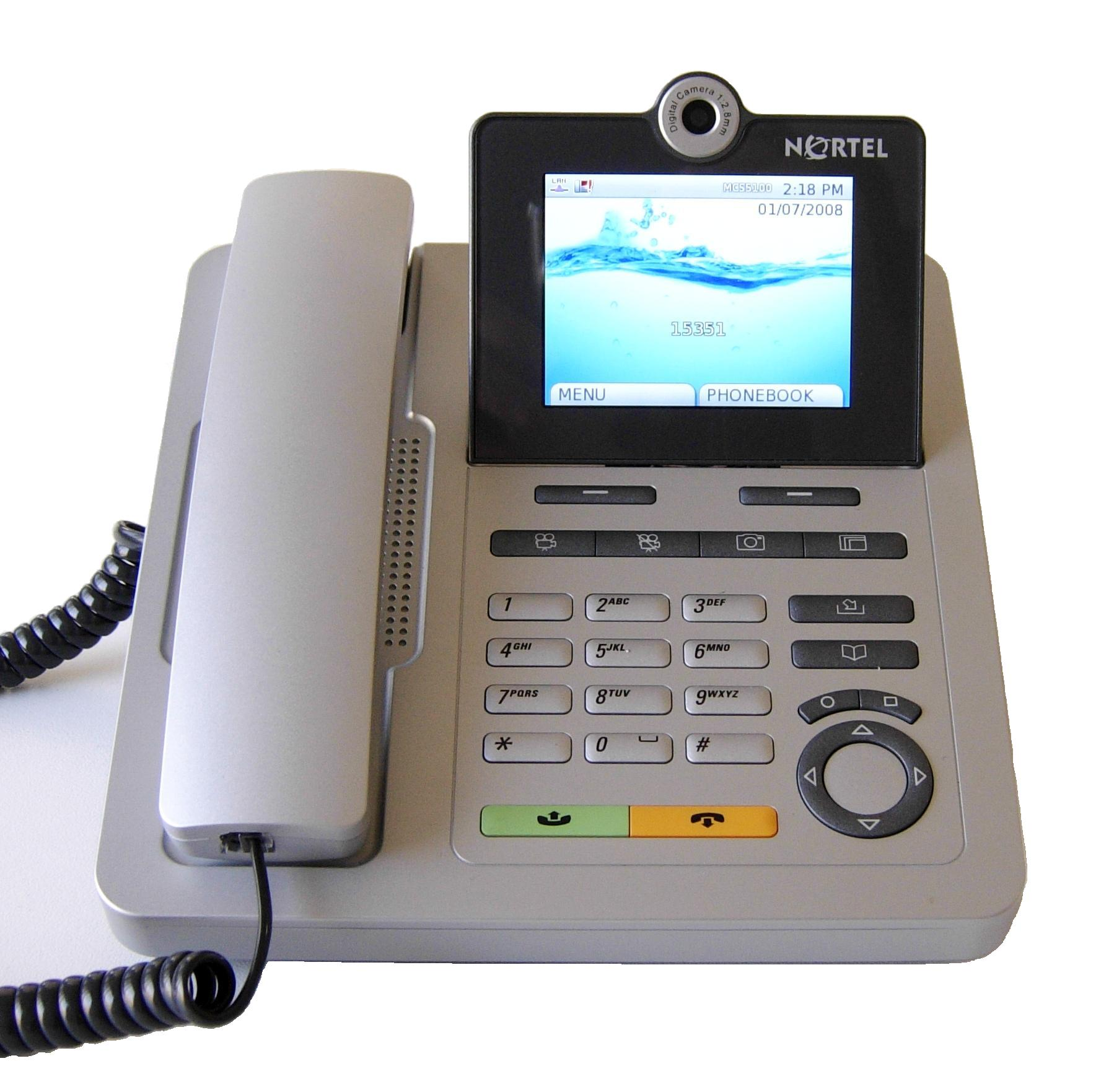
2000年代內含微電腦晶片的網路影像電話

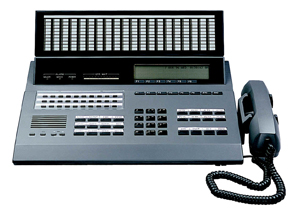
內含轉接總機的電話，常見於企業辦公室

固網電話會包括一個切換開關（A4）及一個警示裝置，多半是蜂鳴器（A7），當電話掛上（on hook）時，開關開路，警示裝置會連接到電話線，其他裝置是在電話未掛上（off hook）時連接到電話線，包括傳送器（麥克風，A2）、接收器（喇叭，A1），以及其他撥號、濾波（A3）及放大用的裝置。
當發話方想要打電話時，會將電話聽筒拿起，會藉由一個槓桿使切換開關導通（A4），因此傳送器（麥克風）、接收器（喇叭）及其他音頻相關元件會有電。電話未掛上的電路阻抗較低（小於300歐姆），因此會產生直流電流，送到交換機。交換機偵測到電流，將電話線連接一數位接收電路，並且送出撥號音通知發話方已可以撥號。若是使用現代的按鈕式電話，發話方在按鍵上按受話方的電話號碼，透過電路產生給交換機接收的双音多频信號双音多频。若是轉盤式電話利用脈衝撥號方式以脈衝表示電話號碼，因此交換機可以收到電話號碼（到2010年止許多交換機仍可以處理脈衝撥號）。若受話方的電話沒有忙線，交換機送出間歇式的電話鈴訊號給受話方（北美及英國是交流75V，德國則是交流60V），提醒受流方有電話打來了。若受話方的電話忙線，交換機送出忙音給發話方，但若受話方有安裝插撥機能，交換機會送出間歇式的告知音，告知有來電。
電話的蜂鳴器（A7）透過一個電容器連接到電話線，因此直流訊號無法通過，只有交流的振鈴訊號才能通過。當電話掛上時不消耗電流（在不考慮電話上的燈或其附加裝置的情形下），但電話線上會持續的有直流電壓。交換機電路（D2）會送交流信號啟動蜂鳴器，告知有來電。在沒有自動交換機的時代，電話會有手搖的电话磁石產生振鈴電壓給交換機或線上的其他電話。當固網電話掛上（on hook）時，電話交換機的線路偵測到上面沒有直流電流，因此知知道此電話未使用。當發話方開始打電話時，交換機送出振鈴訊號，當受話方拿起聽筒時，會觸發一個雙重的切換開關，切斷警示裝置，並且導通電話中的音頻裝置，因此會從電話線上抽取電流。確認此電話在使用中。交換機線路會將振鈴訊號切掉，兩台電話都是可使用的，藉由電話線路連線。只要雙方的切換開關都導通（off hook），雙方就可以通話。若任何一方結束通話，將電話聽筒放回電話上，線上直流電流中斷，告知交換機這通電話已結束了。
若通話雙方不是連接同一個交換機，信號會透過交換機之間的中繼鏈接來連接，現在的電信網路中，這部份的連接會用光纖通訊及数字多路系统進行，相關遠距離的通訊可以透過衛星通訊進行。
大部份的固網電話，其麥克風及喇叭都會放在聽筒中。麥克風（A2）是由電話線供電，會產生其頻率及振幅都會依到達隔膜的聲音來變化的調變電子訊號。電流會延電話線傳送到交換機，再送到另一個電話。當信號通過接收器（A3）的声圈時，變化的電流使接收器的隔膜會產生對應的振動，因此可以複製原來發話端的聲音。
除了麥克風及喇叭外，也有其他電路避免麥克風信號及喇叭信號相互干擾，這是藉由混合線圈（A3）達到的。電話線上進來的信號會通過電阻（A8）及線圈（A3）通到喇叭（A1），因為電阻及線圈的阻抗比麥克風（A2）要低，因此幾乎所有的進來的信號都會到喇叭，不會到麥克風。
同時電話線上的直流電壓產生了直流電流，會分為電阻-線圈（A8-A3）及麥克風-線圈（A2-A3）兩個路徑，延著麥克風-線圈路徑的直流電流會因聲音轉換為交流電流，只通過線圈（A3）主繞組的上方路徑，主繞組上方路徑的圈數比下方的略小，因此部份的電流會回到喇叭，但主要的會透過電話線送出。
架线工的聽筒是專門為測試電話線路而設計的電話機，也可以直接接到架空電纜或是其他基礎設備的元件上。

## 固定电话系统
固定电话系统通常称为公用电话交换网。在交换机与用户之间通常以铜线连接。近年来，光纤部分地替代铜线。通话所使用的频率范围为0-3.5千赫兹。更高的频率在接入交换局时被滤掉。模拟话音信号进一步被采样量化成为数字信号，以便在数字交换传输网络中传递。
端局是指用户拥有直接连线连接的交换机。用户线是指用户与端局之间的线路。中继线是指连接不同交换机的电路。中继线群是指一组介于同样两个交换机之间的中繼續。
自动电话系统通常使用数字组合来代表和寻址不同的用户，这也就是电话号码。电话号码系统通常会区分本地电话、长途电话和国际电话。拨打本地电话通常可以直接拨本地号码。长途电话则需拨國際冠碼［国际电信联盟（ITU） 推荐使用“0”），加国内长途区号和本地号码。国际电话则需拨国际长途字冠（ITU推荐使用“00”）、国际长途区号、国内长途区号和本地号码。美国和加拿大使用“1”作为国内长途字冠，“011”为国际长途字冠。 国际长途区号请参见国际长途电话区号表。
大型企业或机构通常会使用专用电话交换机（PBX）。专用交换机使用系统内部的号码，通常也同时占用公用电话号码的某一区段。一些大型公司的内部电话网连接不同的城市甚至不同的国家。
多数PSTN网络在用户和端局之间使用模拟信号传输。 综合业务数字网则是使用数字信号来连接用户和端局的系统。
在电话交换机之间，目前通常使用7号信令系统传输信令。

## 使用情況
到2009年底為止，固定電話已有12.6億的用戶，行動電話已有46億的用戶，總計幾乎60億的電話用戶。

## 各類型電話和通訊器材
- 固網電話
- 无绳电话
  - 無線環路
  - 电话子母机
  - 数字无绳电话
  - 模拟无绳电话
- 移动电话
  - 智能手機
  - 小灵通
- 传真机

## 电话系统、组织架构与服务
电话区号、控制电码、程控交换机、 电话交换中心、可视电话、电话会议（Global Conference Bridge）、集团电话、IP电话、热线电话、公用电话、市话、长途电话、 卫星电话、语音电话、海事电话、磁卡电话、举报电话、ADSL、ISDN、网络交换机、路由器、无线局域网、调制解调器、短信息、传真、GPRS、CDMA、CDPD、网络、 电信黄页、电话卡、200卡、 201卡、电话充值卡、114、110、112、119、120、122、电话磁卡、电话银行

## 符號編碼
电话的Unicode字符包括：
- U+2121 ℡ TELEPHONE SIGN
- U+260E ☎ BLACK TELEPHONE
- U+260F ☏ WHITE TELEPHONE
- U+2706 ✆ TELEPHONE LOCATION SIGN
- U+1F4DE 📞 TELEPHONE RECEIVER

## 延伸閱讀
- Sobel, Robert (1974), The Entrepreneurs: Explorations Within the American Business Tradition. Weybright & Talley. ISBN 0-679-40064-8.
- Todd, Kenneth P. (1998), A Capsule History of the Bell System. American Telephone & Telegraph Company (AT&T).
- Ronell, Avital. (1989), The Telephone Book: Technology, Schizophrenia, Electric Speech (ISBN 0-8032-8938-3)

## 外部連結
- Early U.S. Telephone Industry Data （页面存档备份，存于）
- 1911 Britannica "Telephone" article
- Virtual museum of early telephones （页面存档备份，存于）
- The Telephone, 1877
- Telephone （页面存档备份，存于） Citizendium
- 短片 "Now You're Talking (1927)" 可在互联网档案馆自由下载
- 短片 "Communication (1928)" 可在互联网档案馆自由下载
- 短片 "Telephone Memories (Reel 1 of 2) (1931)" 可在互联网档案馆自由下载
- 短片 "Telephone Memories (Reel 2 of 2) (1931)" 可在互联网档案馆自由下载
- 短片 "Far Speaking (ca. 1935)" 可在互联网档案馆自由下载